# ジョルジュ・ド・スキュデリー
ジョルジュ・ド・スキュデリー（仏: Georges de Scudéry、1601年4月11日 - 1667年5月14日）は、17世紀フランスの劇作家。マドレーヌ・ド・スキュデリーの兄で、妹の創作も支援していた。

## 作品
- リグダモンとリディアス、あるいは瓜二つ - Ligdamon et Lidias ou la Ressemblance (1629年?)
- 罰を受けたペテン師、あるいは北の物語 - Le Trompeurpuni ou l'Histoire septentionale (1631年)
- 勇敢な武士 - Le Vassal généreux (1632年)
  - ここまでは、原作の小説が持っている魅力を頼りに創作し、短時間の上演には不向きな複雑な筋を描くことで自らの詩作の能力を高めようとしてきた時期である[1]。
- 役者たちの芝居 - La Comédie des comédiens (1632年?)
- オラント - Orante (? 1633-5年か。)
- 偽りの息子- Le Fils supposé (1634-5年?)
- 変装の王子 - Le Prince déguisé (1634-5年?)
  - 小説に出典を求めながらも、自由な創作を行った。複雑な小説を演劇化する手法に熟練しただけでなく、登場人物により活き活きとした生命を与える表現技法も習得している[2]。
- セザールの死 - La Mort de César (1634-5年?)
- ディドン - Didon (1635-6年?)
  - 小説に出典を求めながらも、完全にスキュデリー独自の創作による作品と言える出来にまで仕上がった時期である[3]。
- 自由な恋人 - L'Amant libéral (1636年?)
- 専制的な愛 - L'Amour tyrannique (1638年)
- ウドクス - Eudoxe (1639年?)
- アンドロミール - Andromire (1639-40年?)
- アクシアーヌ - Axiane (1643年?)
- アルミニウス、あるいは兄弟は敵同士 - Arminius ou Les Fréres ennemis (1643年)
- ヴォクリューズの泉 - La Description de la fameuse fontaine de Vaucluse (1644年) ※詩
- スキュデリー氏の書斎 - Le Cabunet de Monsieur de Scudéry (1646年) ※評論集
- 王政論 - Les Discours politiques des rois (1648年)
- 詩集 - Les Poésies deiverses (1649年)
- アラリック、あるいは征服されたローマ - Alaric ou Rome vaincue (1649年) ※英雄詩
- アルマイド、あるいは奴隷で女王 - Almahide ou L'Esclave reine (1660-3)
- 大ハンニバル - Le Grand Annibal (1661年)
- ミトリダートの死 - La Mort de Mitridate (不明)
- リュシダン、あるいは伝令官 - Lucidan ou le Hérault d'armes (不明)